# Dale Wilkinson
Dale Wayne Wilkinson (Pocatello, Idaho, 18 de marzo de 1960) es un exjugador de baloncesto estadounidense que disputó una temporada en la NBA, y dos más en la CBA. Con 2,08 metros de estatura, jugaba en la posición de alero.

## Trayectoria deportiva

### Universidad
Jugó durante cuatro temporadas con los Bengals de la Universidad Estatal de Idaho, con los que promedió 8,0 puntos y 4,1 rebotes por partido.

### Profesional
Fue elegido en el puesto 221 del Draft de la NBA de 1982 por Phoenix Suns, pero no consiguió plaza en el equipo, marchándose a jugar a los Billings Volcanos de la CBA, un equipo afiliado a los Suns.
Tras fichar en pretemporada por Los Angeles Lakers y ser rechazado, jugó de nuevo en la CBA con los Wisconsin Flyers, hasta que al año siguiente, tras un intento fallido con los Cavs, ficha como agente libre por Detroit Pistons, donde únicamente disputó dos partidos en los que no anotó ni un solo punto.
En enero de 1985 fichó por Los Angeles Clippers por diez días, ampliándole posteriormente el contrato hasta final de temporada. Con ellos disputó 10 partidos, en los que promedió 1,4 puntos. Jugó posteriormente en Italia y Japón antes de retirarse.

## Estadísticas de su carrera en la NBA

### Temporada regular
| Temporada | Edad | Equipo               | Liga | Pos. | P  | TIT | MIN | TC  | TCA | %TC  | 3P  | 3PA | %3P  | TL  | TLA | %TL  | R.OF. | R.DEF. | REB | ASIS | ROB | TAP | PER | FP  | PTS |
| 1984-85   | 24   | TOTAL                | NBA  | F    | 12 | 0   | 3.8 | 0.3 | 1.3 | .250 | 0.0 | 0.1 | .000 | 0.5 | 0.6 | .857 | 0.1   | 0.3    | 0.3 | 0.2  | 0.0 | 0.0 | 0.3 | 0.8 | 1.2 |
| 1984-85   | 24   | Detroit Pistons      | NBA  | PF   | 2  | 0   | 3.5 | 0.0 | 1.0 | .000 | 0.0 | 0.0 |      | 0.0 | 0.0 |      | 0.0   | 0.5    | 0.5 | 0.0  | 0.0 | 0.0 | 0.0 | 1.0 | 0.0 |
| 1984-85   | 24   | Los Angeles Clippers | NBA  | SF   | 10 | 0   | 3.8 | 0.4 | 1.4 | .286 | 0.0 | 0.1 | .000 | 0.6 | 0.7 | .857 | 0.1   | 0.2    | 0.3 | 0.2  | 0.0 | 0.0 | 0.4 | 0.8 | 1.4 |
| Total     |      |                      | NBA  |      | 12 | 0   | 3.8 | 0.3 | 1.3 | .250 | 0.0 | 0.1 | .000 | 0.5 | 0.6 | .857 | 0.1   | 0.3    | 0.3 | 0.2  | 0.0 | 0.0 | 0.3 | 0.8 | 1.2 |